# Раул Глабер
Раул Глабер (на латински: Rodulfus Glaber) е бургундски писател.

## Биография
Той е роден през 985 година, а през 997 година постъпва в манастир, в който монах е негов чичо. През следващите години служи в различни манастири, включително в Клюни (1031 – 1039) и „Свети Жермен“ в Оксер (след 1039). Автор е на житие на Гулиелмо от Волпиано, но най-известна е неговата „Хроника на хилядната година“ („Historiarum libri quinque ab anno incarnationis DCCCC usque ad annum MXLIV“).
Раул Глабер умира през 1047 година.